# Südamerikaspiele 2022/Gewichtheben
Bei den Südamerikaspielen 2022 wurden zwischen dem 2. und 5. Oktober 2022 14 Bewerbe in der SND Arena in der paraguayischen Hauptstadt Asunción im Gewichtheben ausgetragen.

## Medaillen Herren

### Einzel
| Kategorie | Gold                | Silber                | Bronze                        |
| --------- | ------------------- | --------------------- | ----------------------------- |
| -61 kg    | Thiago Silva        | Habib de las Salas    | Wilkeinner Lugo               |
| -67 kg    | Francisco Mosquera  | Jair Reyes            | Reinner Arango                |
| -73 kg    | Julio Mayora        | Walter Beleño Cogollo | Josué Lucas Ferreira da Silva |
| -81 kg    | Gustavo Maldonado   | Iván Escudero         | Darvin Castro                 |
| -96 kg    | Keydomar Vallenilla | Brayan Rodallegas     | Marco Machado                 |
| -109 kg   | Jhohan Sanguino     | Hernán Viera          | Camilo Zapata                 |
| +109 kg   | Dixon Arroyo        | Luis Quiñones         | Roman Velásquez               |

## Medaillen Damen

### Einzel
| Kategorie | Gold              | Silber                  | Bronze               |
| --------- | ----------------- | ----------------------- | -------------------- |
| -49 kg    | Katherin Echandia | Natasha Rosa Figueiredo | Yineth Santoya       |
| -55 kg    | Rosalba Morales   | Shoely Mego             | Letícia Moraes       |
| -59 kg    | Yenny Álvarez     | Génesis Rodríguez       | María Luz Casadevall |
| -64 kg    | Natalia Llamosa   | Angelyn Venegas         | Tatiana Ullua        |
| -76 kg    | Angie Palacios    | Mari Sánchez            | Amanda Schott        |
| -87 kg    | Neisi Dajomes     | Laura Amaro             | Dayana Chirinos      |
| +87 kg    | Lisseth Ayoví     | Yaniuska Espinosa       | Yeinny Geles         |

## Medaillenspiegel
Ausrichter 
| Platz | Land        | Gold | Silber | Bronze | Gesamt |
| ----- | ----------- | ---- | ------ | ------ | ------ |
| 1     | Kolumbien   | 5    | 5      | 2      | 12     |
| 2     | Venezuela   | 4    | 3      | 4      | 11     |
| 3     | Ecuador     | 4    | 2      | 0      | 6      |
| 4     | Brasilien   | 1    | 2      | 4      | 7      |
| 5     | Peru        | 0    | 2      | 0      | 2      |
| 6     | Argentinien | 0    | 0      | 2      | 2      |
| 6     | Chile       | 0    | 0      | 2      | 2      |
| Total | Total       | 14   | 14     | 14     | 42     |